# ピエール・ベングトソン
ピエール・トーマス・ロビン・ベングトソン（Pierre Thomas Robin Bengtsson , 1988年4月12日 - ）は、スウェーデン・エレブルー県クマラ出身の元サッカー選手。現役時代のポジションはDF。

## クラブ経歴
2004年にAIKソルナと契約。2006年にトップチームに昇格。8月の国内リーグのエステルスIF戦でプロデビュー。以降2009年シーズン途中までプレー。
2009年9月11日、FCノアシェランと契約。加入後先発に定着。2011年1月にFCコペンハーゲンに移籍。途中加入した2010-11シーズンはデンマーク・スーペルリーガ優勝。翌2011-12シーズンはデンマーク・カップ優勝。2012-13シーズンもスーペルリーガ優勝を経験した。
2014年11月23日、1.FSVマインツ05と3年半の契約を締結し、2015年1月より加入。1シーズン半でリーグ戦29試合に出場。2016年8月29日、SCバスティアへのローン移籍が発表。2016-17シーズンはリーグ30試合出場と主力として活躍するも、チームはリーグ・アン最下位で終了した。
2017年5月17日、古巣のFCコペンハーゲンと5年契約を締結。復帰後再び先発で起用され、2018-19シーズンは自身3度目のリーグ優勝を経験。2021年1月にヴェイレBKにローン移籍で加入した。

## 代表経歴
2009年に自国開催のUEFA U-21欧州選手権2009に、U-21のスウェーデン代表に選出され、準決勝進出に貢献。2011年1月にフル代表初招集。19日のボツワナ戦でフル代表初出場。以降代表戦出場を重ねるも、UEFA EURO 2012、UEFA EURO 2016、2018 FIFAワールドカップは落選。2021年5月にUEFA EURO 2020の代表メンバーに選出され、33歳にして初の国際大会出場が実現した。